# Diocesi di Mattiana
La diocesi di Mattiana (in latino Dioecesis Mattianensis) è una sede soppressa e sede titolare della Chiesa cattolica.

## Storia
Mattiana, nell'odierna Tunisia, è un'antica sede episcopale della provincia romana dell'Africa Proconsolare, suffraganea dell'arcidiocesi di Cartagine.
Resta difficile l'identificazione di Mattiana, benché sia certo che fosse nella provincia Proconsolare. Le fonti menzionano un solo vescovo conosciuto, Marcello, che prese parte al concilio antimonotelita di Cartagine del 646.
Dal 1989 Mattiana è annoverata tra le sedi vescovili titolari della Chiesa cattolica; la sede è vacante dal 21 maggio 2021.

## Cronotassi

### Vescovi
- Marcello † (menzionato nel 646)

### Vescovi titolari
- Franz-Josef Hermann Bode (5 giugno 1991 - 12 settembre 1995 nominato vescovo di Osnabrück)
- Djuro Gašparović (5 luglio 1996 - 18 giugno 2008 nominato vescovo di Sirmio)
- Edmar Peron (30 dicembre 2009 - 25 novembre 2015 nominato vescovo di Paranaguá)
- Carlos Alberto Salcedo Ojeda, O.M.I. (30 gennaio 2016 - 21 maggio 2021 nominato vescovo di Huancavelica)